# Port de Vigo

Drapeau de la province maritime de Vigo.

Le port de Vigo est un port maritime espagnol dans la province de Pontevedra, situé sur le littoral Atlantique, à l'embouchure de la ria du même nom. 
C'est un port de marchandises, de passagers, de pêche et de plaisance. La zone portuaire comprend des activités industrielles, chantiers navals, conserverie et congélation, des activités nautiques, de réparation de yachts. Le port de Vigo fait partie de la province maritime de Vigo, l'une des 30 provinces maritimes du littoral espagnol. 

## Galerie photo

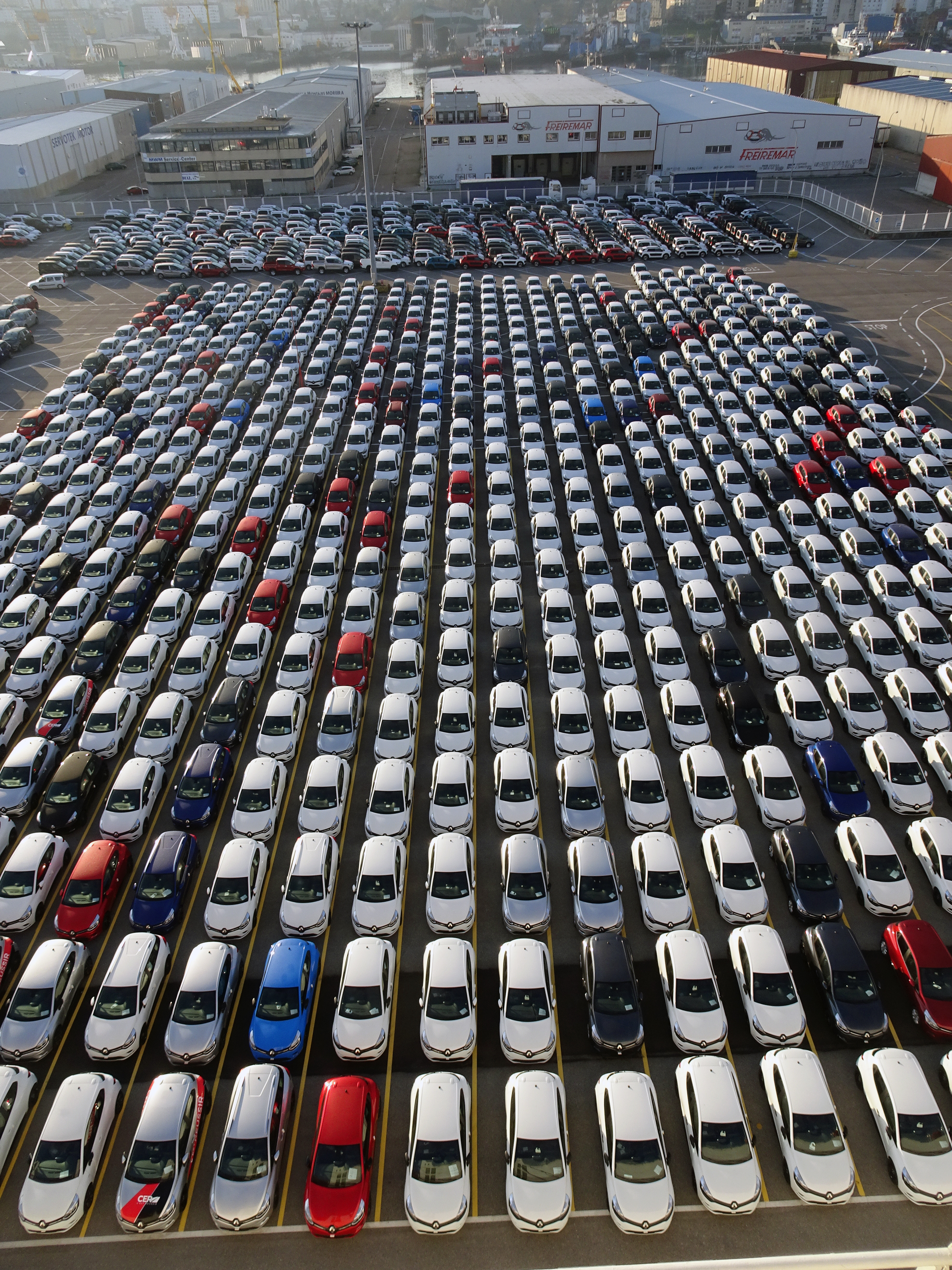
Voitures en attente de chargement dans le port de Vigo en Espagne
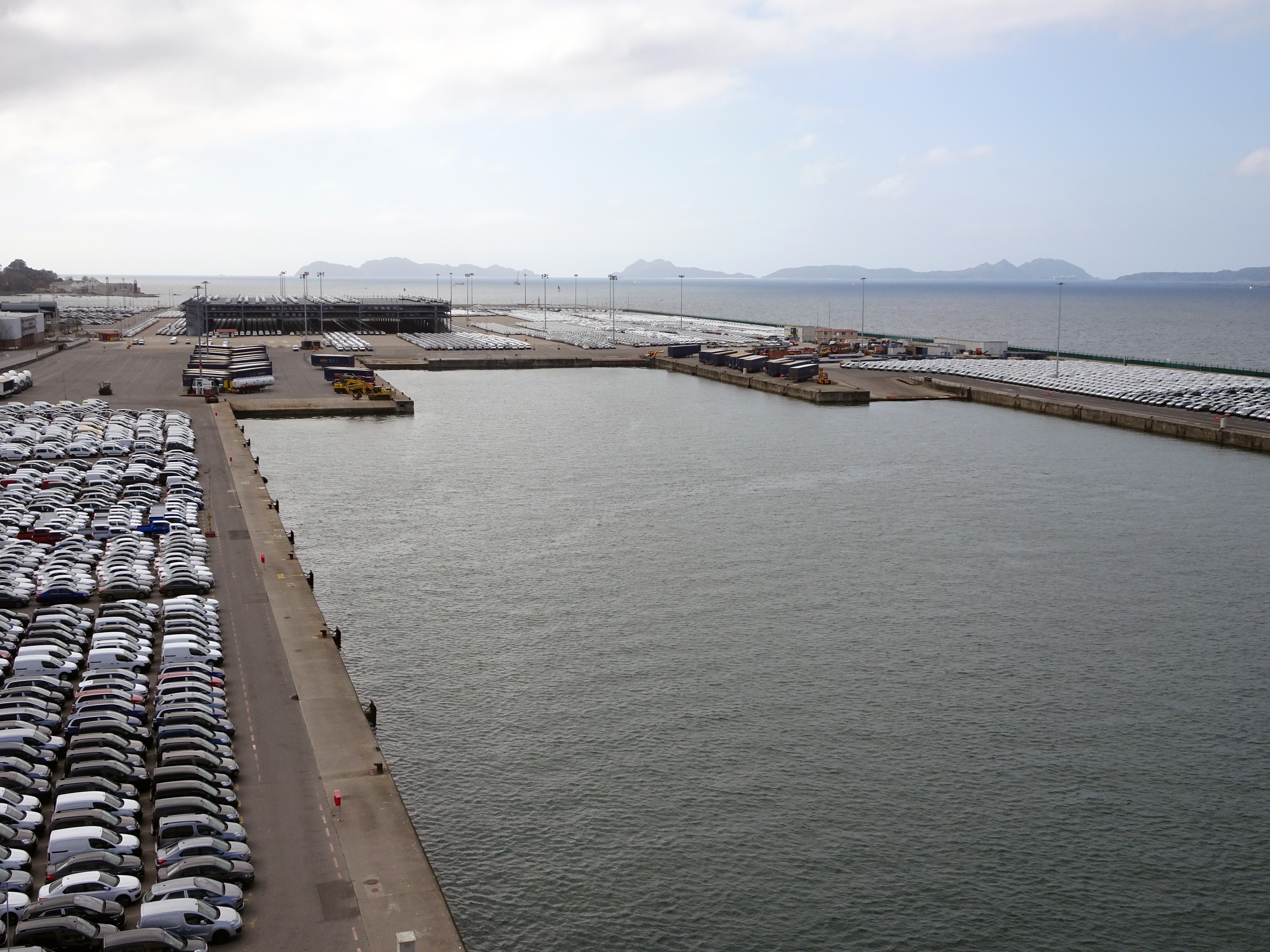
Bassin et parking de chargement du port de Vigo en Espagne
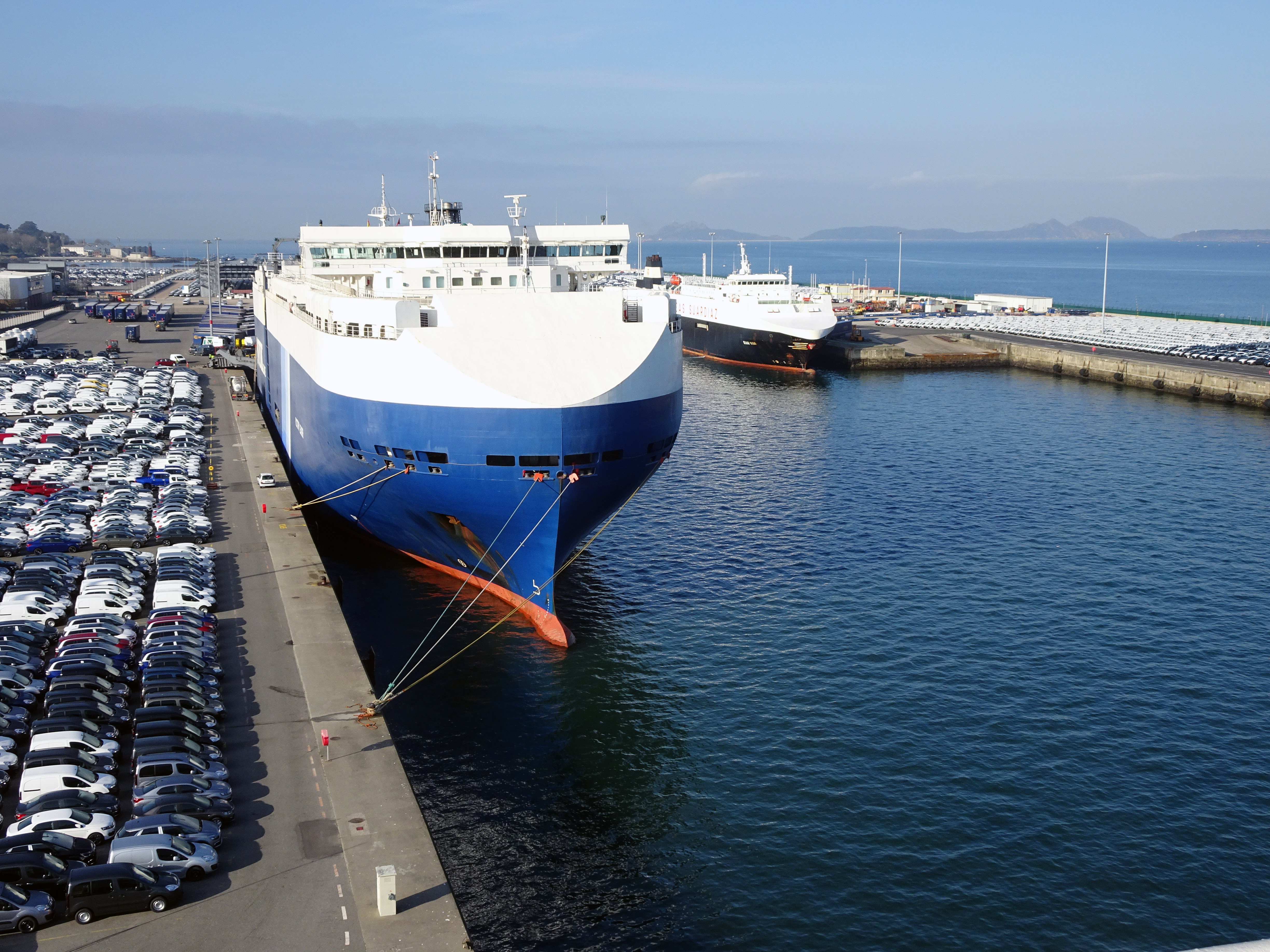
Chargement d'un porte-conteneurs dans le port de Vigo en Espagne